# Beat Sutter
Beat Sutter (Gelterkinden, 12 dicembre 1962) è un ex calciatore svizzero, di ruolo attaccante.

## Carriera
Sutter inizia la sua carriera al Basilea nel 1981 e gioca 114 partite prima di lasciare il club per il Neuchâtel Xamax nel 1986. Spende la maggior parte della sua carriera allo Xamax, giocando oltre 200 partite. Nel 1994 passa all'Yverdon-Sport, ma rimane lì soltanto una stagione prima di passare nel 1995 al San Gallo, dove gioca una sola stagione prima di ritirarsi all'età di 33 anni.

## Palmarès

### Competizioni nazionali
- Campionato svizzero: 2

Neuchâtel Xamax: 1986-1987, 1987-1988
- Supercoppa di Svizzera: 2

Neuchâtel Xamax: 1987, 1988